# Systems/Layers
Systems/Layers è il quinto e ultimo album in studio del gruppo musicale statunitense Rachel's, pubblicato nel 2003.

## Tracce
1. Moscow Is in the Telephone – 3:59
2. Water from the Same Source – 6:18
3. Systems/Layers – 3:11
4. Expect Delays – 3:57
5. Arterial – 1:45
6. Even/Odd – 3:14
7. Wouldn't Live Anywhere Else – 2:47
8. Esperanza – 5:32
9. Packet Switching – 1:09
10. Where_Have_All_My_Files_Gone? – 2:49
11. Reflective Surfaces – 2:00
12. Unclear Channel – 2:47
13. Last Things Last – 3:33
14. Anytime Soon – 2:18
15. Air Conditioning / A Closed Feeling – 3:39
16. Singing Bridge – 2:13
17. And Keep Smiling – 2:38
18. 4 or 5 Trees – 6:04
19. NY Snow Globe – 2:28